# Anna Witkowska
Anna Maria Witkowska – polska naukowiec, bromatolog, profesor doktor habilitowana nauk medycznych i nauk o zdrowiu w dyscyplinie nauki medyczne.

## Życiorys
W 1993 ukończyła studia na kierunku analityka medyczna na Akademii Medycznej w Białymstoku. W 1994 rozpoczęła pracę naukową w Samodzielnej Pracowni Bromatologii na Wydziale Farmaceutycznym z Oddziałem Analityki Medycznej AMB. W 1997 pod kierunkiem dr hab. Marii Borawskiej obroniła na Wydziale Farmaceutycznym Śląskiej Akademii Medycznej w Katowicach pracę doktorską pt. „Zawartość błonnika pokarmowego całkowitego w wybranych przetworach zbożowych, warzywach i owocach oraz diecie szpitalnej” uzyskując stopień naukowy doktor nauk farmaceutycznych w zakresie farmacji, specjalność: bromatologia. W 2004 rozpoczęła pracę w Zakładzie Technologii i Towaroznawstwa Żywności na Wydziale Pielęgniarstwa i Ochrony Zdrowia AMB. W 2009 na podstawie osiągnięć naukowych i złożonej rozprawy „Wpływ żywienia na wybrane parametry odpowiedzi immunologicznej i stężenie pierwiastków antyoksydacyjnych w niektórych chorobach” uzyskała na Wydziale Farmaceutycznym z Oddziałem Medycyny Laboratoryjnej Uniwersytetu Medycznego w Białymstoku stopień naukowy doktora habilitowanego nauk medycznych w zakresie biologii medycznej, specjalność: dietetyka.
Pełni funkcję kierownik Zakładu Biotechnologii Żywności UMB. Od 2012 pracuje też na Państwowej Wyższej Szkole Informatyki i Przedsiębiorczości w Łomży.
Odznaczona Brązowym Krzyżem Zasługi (2003).